# Dreiding-Stereomodell

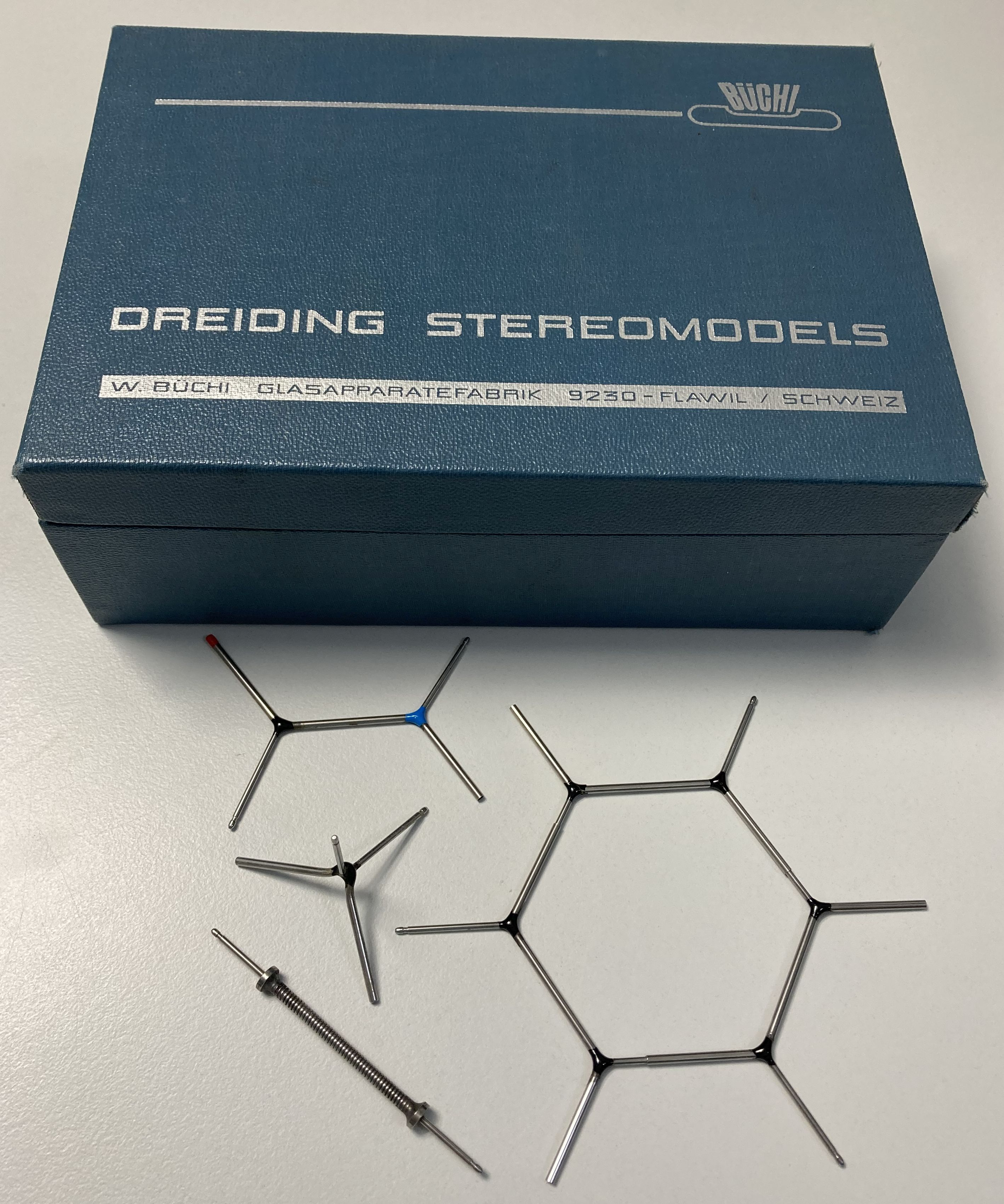
Dreiding-Stereomodelle

Dreiding-Stereomodelle sind Molekül-Modelle, die in Forschung und Lehre für die Veranschaulichung stereochemischer Analysen oder reaktionsmechanistischer Überlegungen benutzt wurden. Sie wurden 1958 von André Dreiding entwickelt.
Die Einheiten bestehen aus Edelstahl-Stäbchen und -Röhrchen, die an einem den Atomkern darstellenden und farblich markierten Zentralpunkt (Farbe kennzeichnet das jeweilige Element) zusammengelötet sind. Die ineinandergesteckten Stäbchen und Röhrchen einer Einheit kennzeichnen die Sigma-Bindungen (σ-Bindungen) im Modell eines Moleküls. Die Bindungslängen und -winkel werden recht realitätsnah plastisch dargestellt und erlauben ein visuelles und haptisches Begreifen. Die Dreiding-Stereomodelle wurden von den Firmen Büchi Labortechnik und Koch-Light vertrieben.
Heute werden statt der Dreiding-Stereomodelle oft 3D-Computersimulationen zur Veranschaulichung stereochemischer Sachverhalte benutzt.